# Vammen
Vammen is een plaats in de Deense regio Midden-Jutland, gemeente Viborg. De plaats telt 544 inwoners (2008).